# Berthold Schenk von Stauffenberg
Berthold Schenk Graf von Stauffenberg (Stuttgart, 15 maart 1905 - Berlijn-Plötzensee, 10 augustus 1944) was een Duits jurist en verzetsstrijder. Hij is geëxecuteerd in 1944 na de mislukte aanslag op Hitler van 20 juli 1944.
Berthold Schenk Graf von Stauffenberg was afkomstig van een oud Zwabisch geslacht van rijksridders, wier territorium bij de Reichsdeputationshauptschluss in 1803 aan Württemberg en Beieren toeviel. Sinds de Stauffenbergers bij de graven van Zollern het erfelijke ambt van hofschenker (Duits: Schenk) bekleedden, werd de geslachtsnaam uitgebreid tot Schenk von Stauffenberg.
Zijn ouders waren Alfred Klemens Philipp Friedrich Justinian en Caroline Schenk Gräfin von Stauffenberg. Met zijn tweelingbroer Alexander waren ze de oudste zonen van het gezin. Ruim twee jaar later werd de tweeling Claus en Konrad Maria geboren.
Von Stauffenberg was getrouwd met Maria Classen (1900-1977) en samen hadden ze twee kinderen.
Zoals meerdere adellijke families in Duitsland betrokken waren bij het Complot van 20 juli 1944 namen ook de gebroeders Stauffenberg actief deel aan het Duitse verzet tegen het nationaalsocialisme.
Na de mislukte staatsgreep werd zijn jongere broer, Claus Schenk von Stauffenberg, dezelfde avond van de aanslag op 20 juli 1944 nog geëxecuteerd.
Hijzelf daarentegen werd op 10 augustus 1944 samen met Erich Fellgiebel, Georg Hansen en Fritz-Dietlof von der Schulenburg door de voorzitter van het volksgerichtshof, Roland Freisler, ter dood veroordeeld en opgehangen.